# Harstigite
La harstigite è un minerale.